# Lýkožrout smrkový
Lýkožrout smrkový (Ips typographus) je druh hmyzu z podčeledi kůrovci (Scolytinae) z řádu brouci (Coleoptera). Lidově se označuje často prostě jako kůrovec.

## Popis

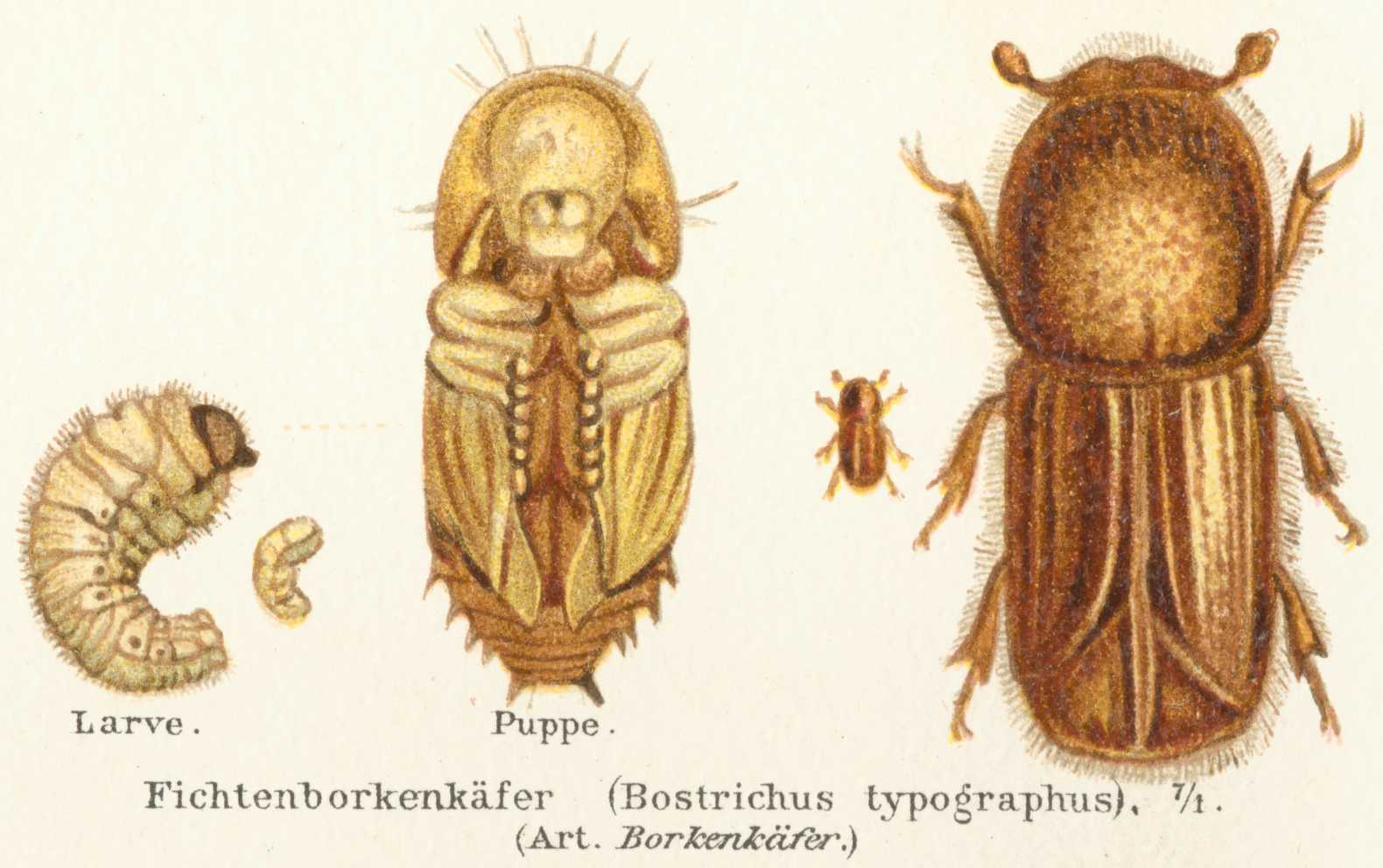
Kůrovec v Meyers Konversations-Lexikon 1888

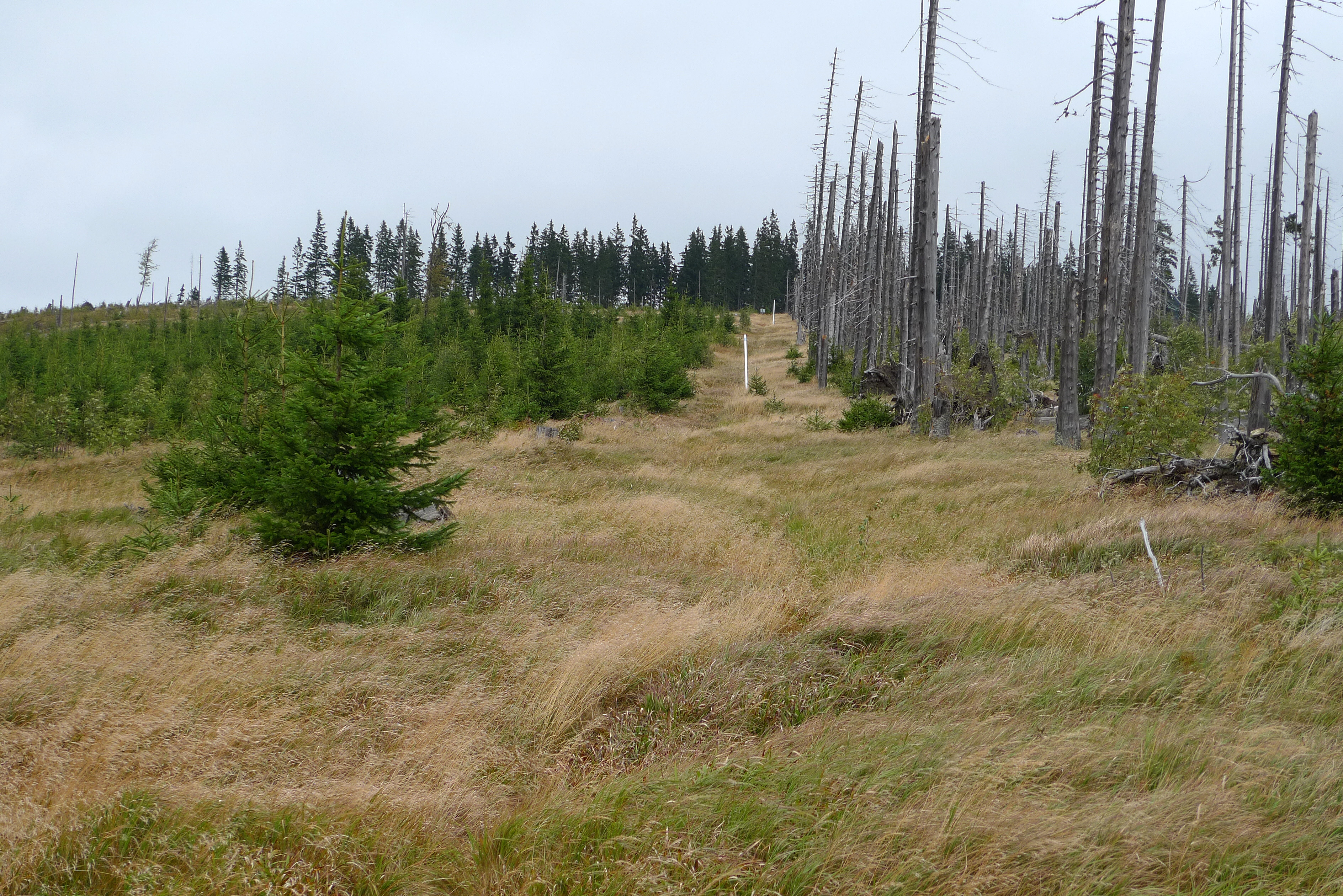
Šumava: Hranice mezi Českou republikou a Německem, hranice mezi "lesnickým" a bezzásahovým přístupem ke kůrovci

Je malým nenápadným broučkem. Tělo je válcovité, černohnědé zbarvené, lesklé, se světle žlutými chloupky. Tykadla jsou paličkovitá s lomeným švem. Dorůstá velikosti 4–5,5 mm. Štít je v přední části hrbolkatý, v zadní části jemně tečkovaný. Mezery mezi řádkami teček má hladké. Prohlubeň sklonu na krovkách je vroubená na každé straně čtyřmi zuby, z nichž třetí odshora je největší. Dospělá larva je dlouhá 4–5 mm, bílá, se žlutohnědou hlavou. Kukla je bílá a měří asi 4 mm.

## Rozšíření

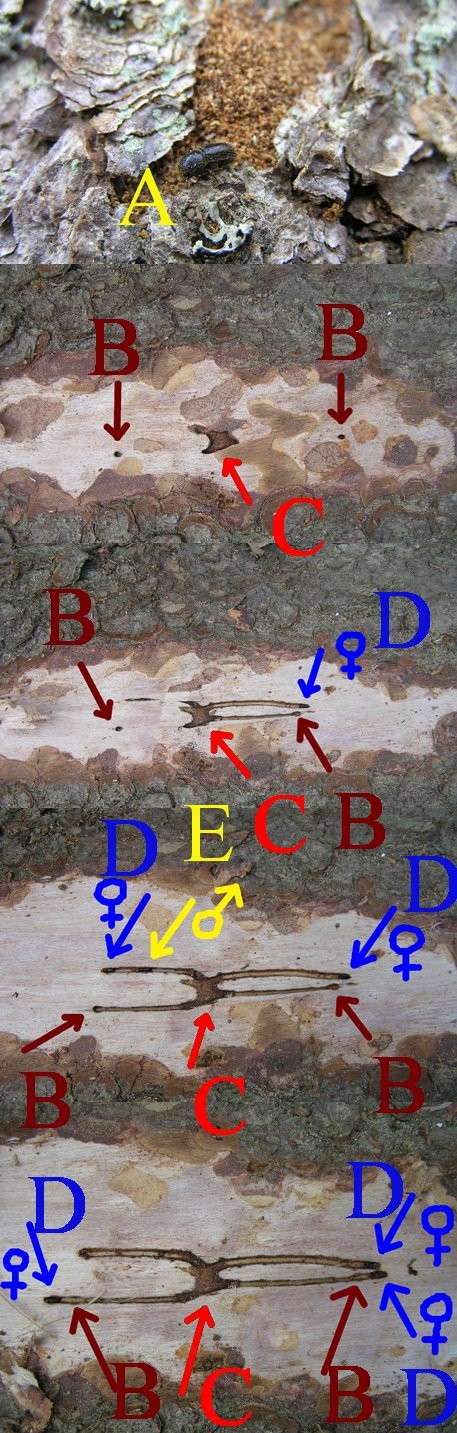
A – brouk v požerku,
B – průduchy,
C – snubní komůrka,
D – samička vykusující chodbičku,
E – sameček odstraňující piliny

Vyskytuje se v Evropě, severní Asii, Malé Asii. V České republice se vyskytuje na celém území.

## Způsob života a potrava

### Požer lýkožrouta
S pokračujícím jarem (od konce dubna do začátku května) se brouci začínají probouzet na zimovišti ve stromě, kde se vyvinuli, a rojit. Dospělí brouci ze zimoviště vylétají a napadají stromy smrku ztepilého (Picea abies). Většinu života stráví zavrtaní pod kůrou stromu. Larvy se živí lýkem, kterým zdravý strom rozvádí vodu a živiny. Strom začne usychat a uhyne. Zdravý smrk má možnost obrany: když se lýkožrout zavrtává do kůry, narušuje pryskyřičné kanálky, zalije ho míza a zadusí ho. Zdravý strom takto dokáže odolat náletu množství lýkožroutů. Pokud je však brouk přemnožen, strom se sám ubránit nedokáže. Neubrání se ani poškozený nebo např. suchem oslabený strom. Ovšem i poškozený smrkový les vykazuje kladné vlastnosti jako je bujnější flóra a více včel.

### Rozmnožování
Sameček se zavrtá do kůry stromu a vyhlodá snubní komůrku. Začne vylučovat agregační feromon, který má za následek nalákání dalších samečků a zároveň i sexuální sekundární atraktant neboli feromony, což je výměšek trávicího ústrojí, který má přilákat samičku. Většinou přilétají dvě, a ty začnou vyhlodávat pod kůrou rovnou mateční chodbu, ve které střídavě, vodorovně, souběžně s lýkovými vlákny hloubí jamky, do nichž kladou po 1 vajíčku, které obkládají drtí. Jedna samička může naklást až 60 vajíček. Po skončení kladení vajíček samička prodlužuje matečnou chodbu. Za 2–3 týdny zakládají samičky sesterské pokolení, kde je již méně vajíček. Vylíhlé larvy vyhlodávají kolmo na mateční chodbu chodbu larvovou. Na konci této chodby se nachází kukelná kolébka, ve které se zakuklí.
Celý vývoj za normálních podmínek trvá asi 10 týdnů (stadium vajíčka 12 dní, larvy 24 dní, kukly 12 dní, dospívání 24 dní). Živí se především lýkem, pak jehličím, kůrou nebo listím hostitelských stromů.

### Ochrana
Poraněný nebo oslabený (suchem či stářím) strom vyměšuje vlivem teploty uhlovodíkové terpeny, které jsou primárním atraktantem (lákadlem) brouků. Toho se využívá při ochraně před kůrovcem, kdy se kácejí zdravé smrkové stromy a používají jako lapáky. Lákadlem jsou také organické sloučeniny produkované houbami, které žijí s broukem v symbióze.
V hospodářských lesích se využívá celý soubor opatření včetně feromonových lapačů. V Národním parku Šumava i dalších rozsáhlých chráněných oblastech existuje spor o to, jestli k lýkožroutovi přistupovat jako k nebezpečnému škůdci (proti kterému je třeba zasahovat), nebo jako k přirozené součásti přírody.
Lýkožrout má v lesním ekosystému významnou funkci. Patří k druhům, které zajišťují omlazení lesa a jeho dobrý zdravotní stav, protože mimo období kalamit napadá jen staré, slabé a nemocné stromy.
Zmapovaný genom by mohl napomoci ve specifickém boji s kůrovcem.

## Fotogalerie

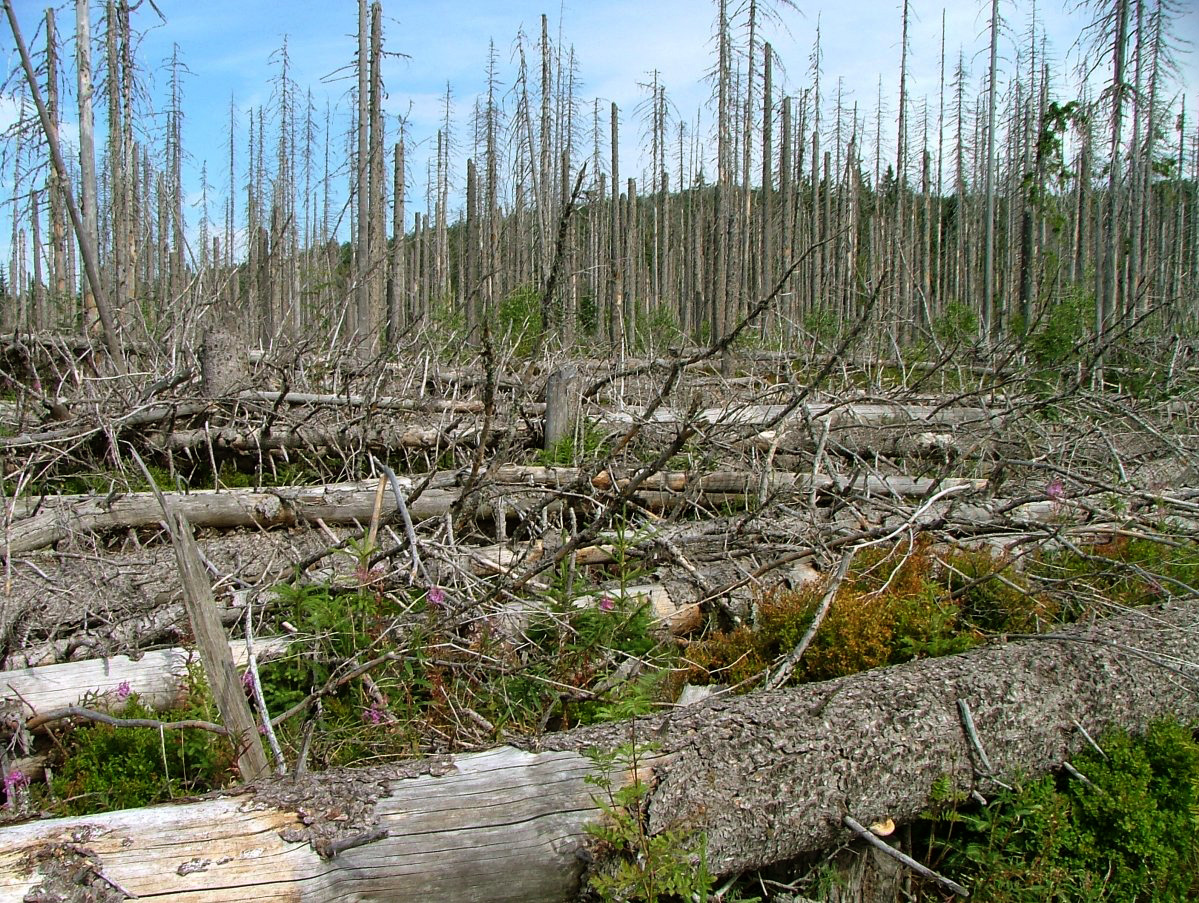
Stromy odumřelé po náletu kůrovce (Národní park Bavorský les)
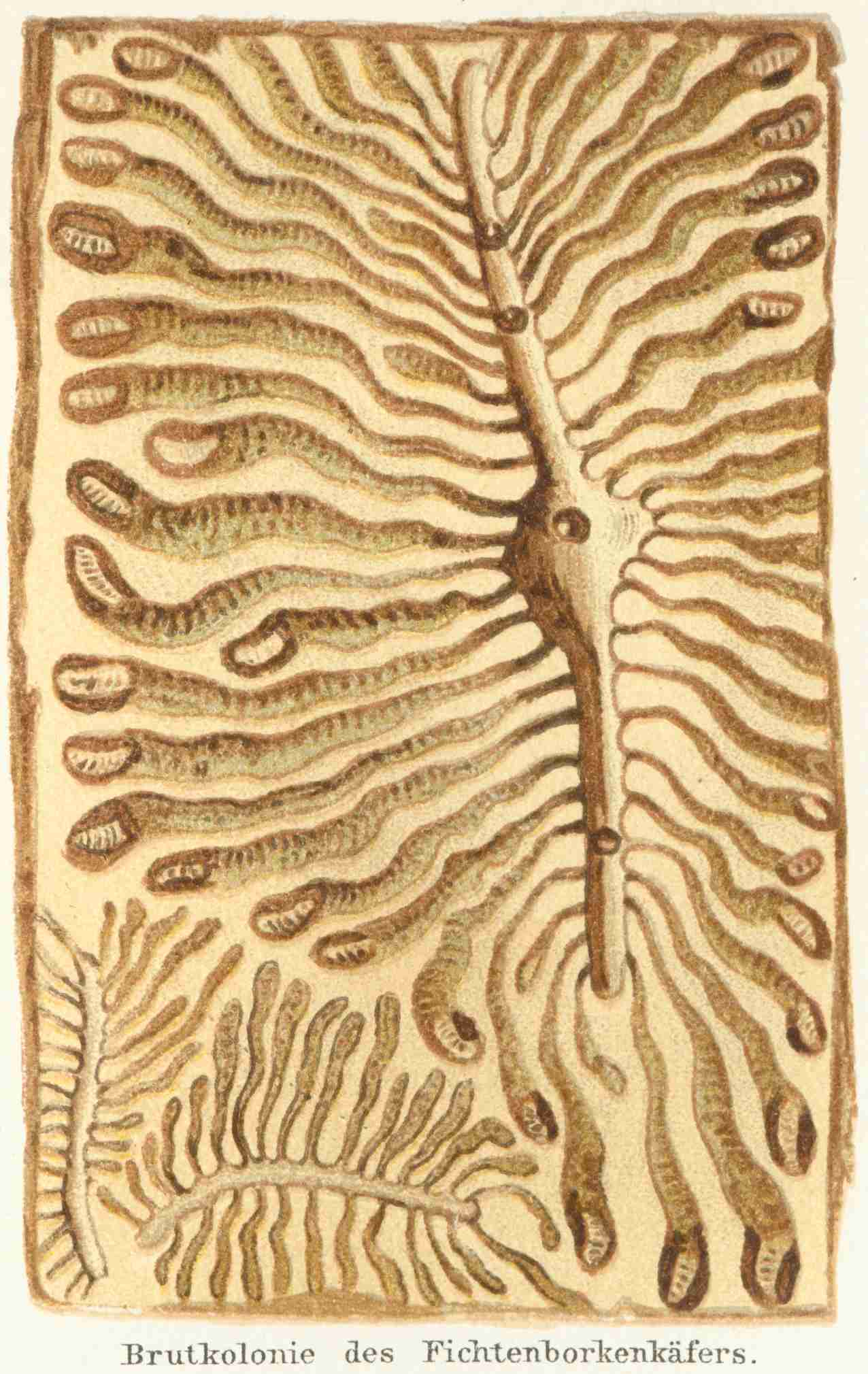
Požerek kůrovce
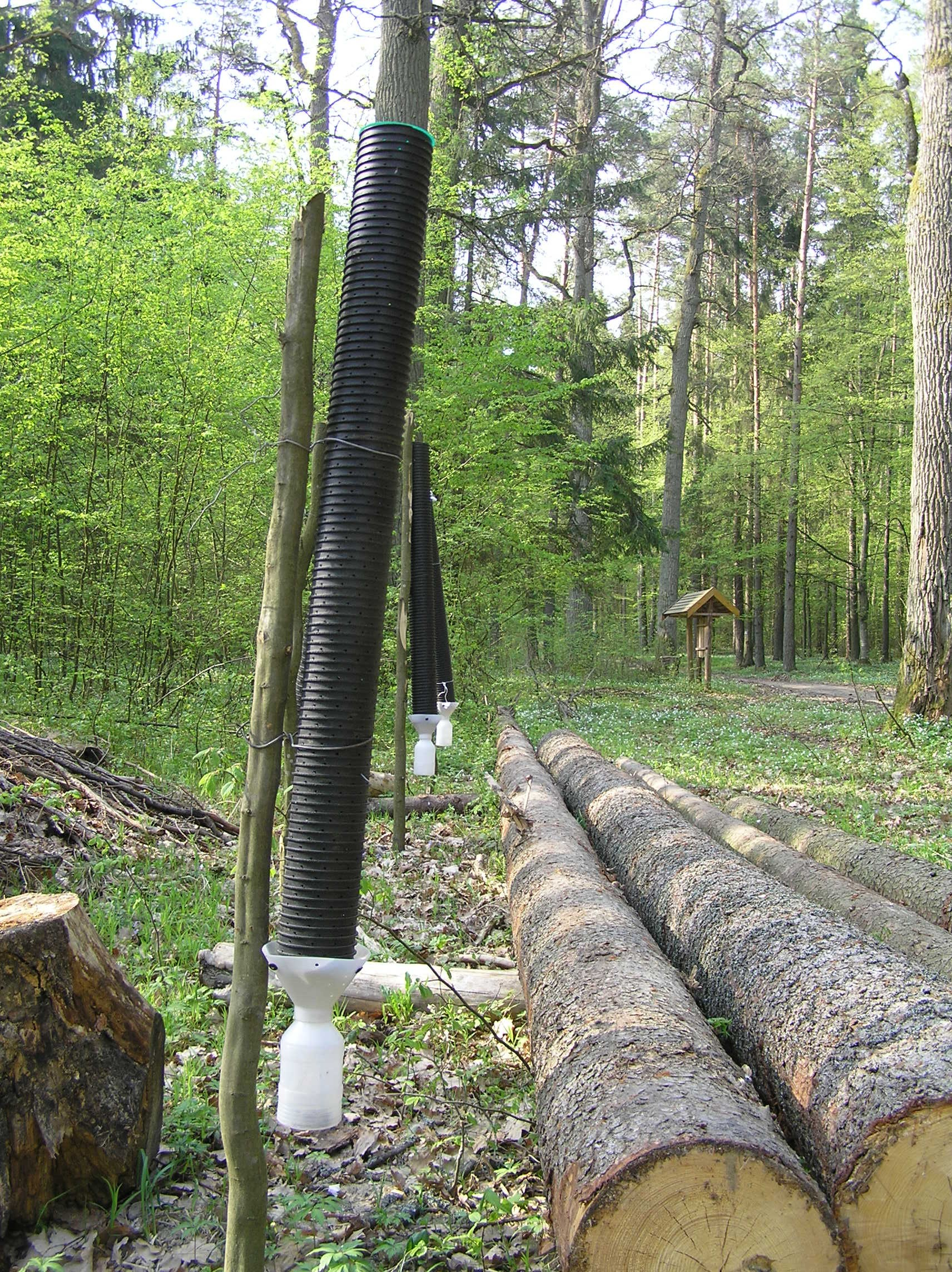
Lapáky a feromonové lapače
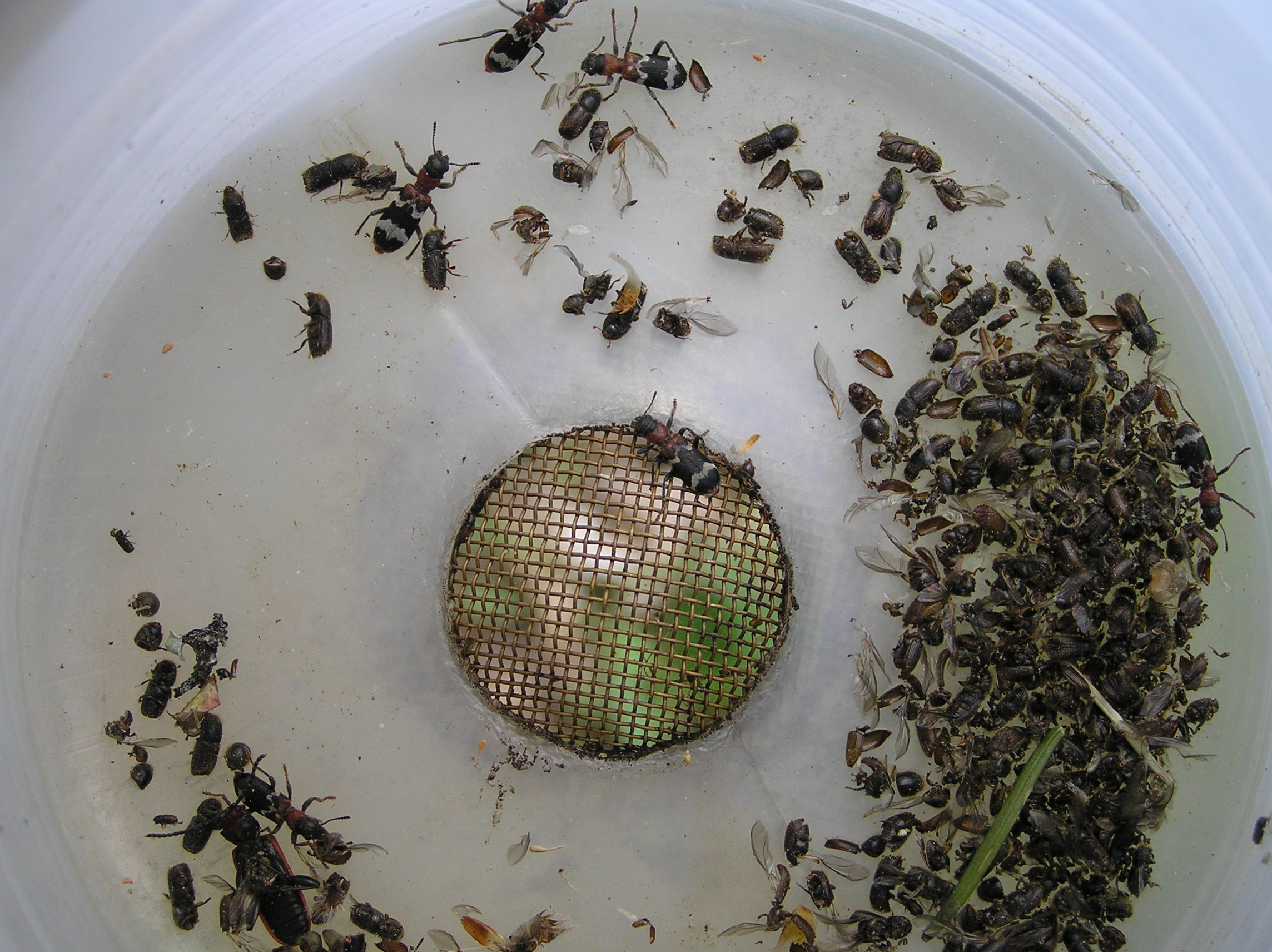
V zásobníku se ocitá více druhů hmyzu
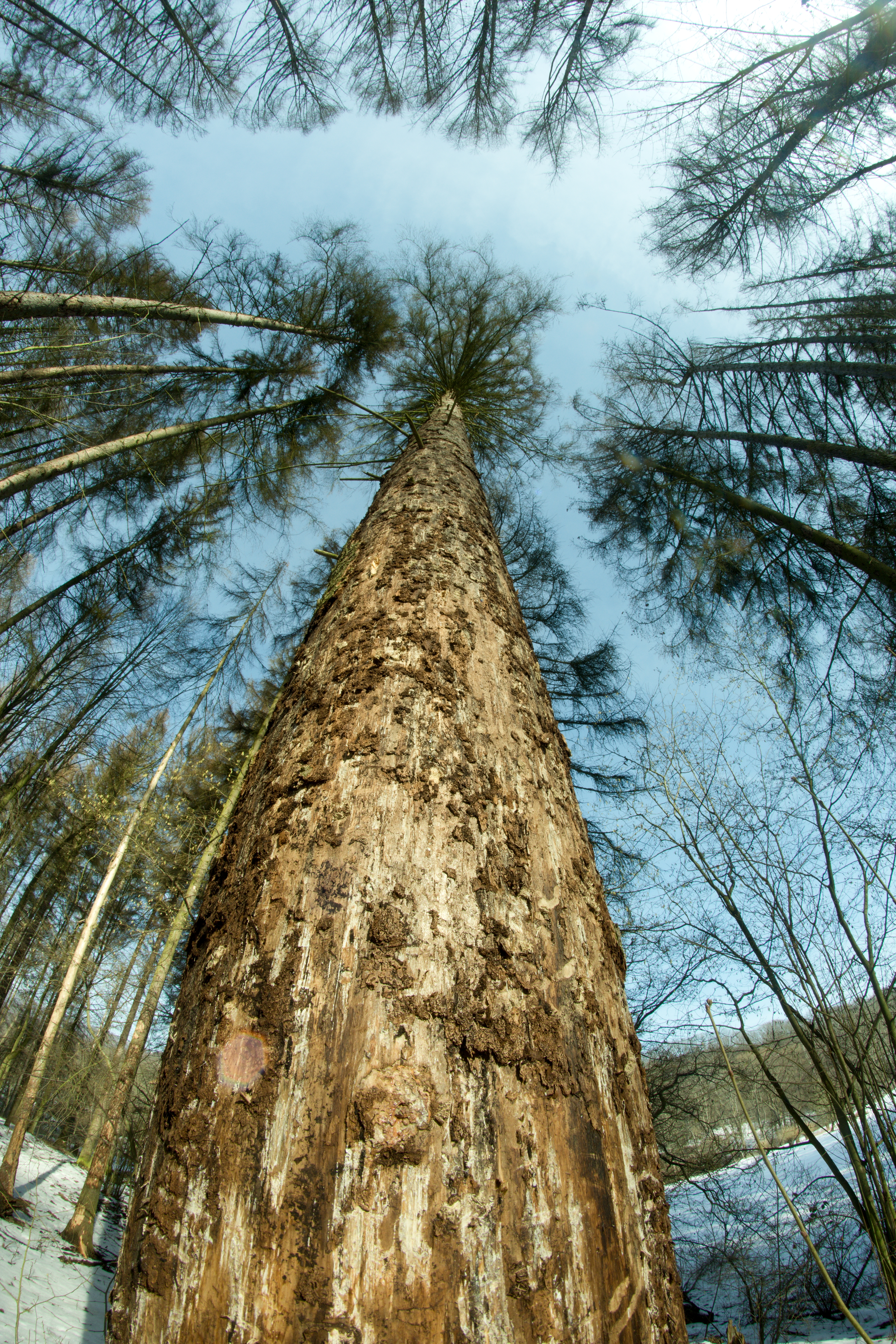
Porost postižený kůrovcem nedaleko obce Zubrnice v severních Čechách